# Love Song (chanson des Simple Minds)
Pour les articles homonymes, voir Love Song.
Singles de Simple Minds
The American
(1981) Sweat in Bullet
(1981)
Clip vidéo
[vidéo] « Love Song », sur YouTube
Love Song est une chanson du groupe de rock écossais Simple Minds sortie en single en août 1981, elle est extraite de l'album Sons and Fascination.
C'est la première chanson du groupe à obtenir un succès commercial. Elle se hisse à la 47e place des charts britanniques mais fait mieux au Canada (38e), en Australie (17e) et en Suède (16e).
En 1992, elle ressort légèrement remixée sur un single double face A avec Alive and Kicking afin de promouvoir la compilation Glittering Prize 81/92, et culmine à la 6e place au Royaume-Uni.

## Face B
Le morceau instrumental This Earth That You Walk Upon apparaît en version chantée sur l'album Sons and Fascination. 

## Composition du groupe
- Jim Kerr - chant
- Charlie Burchill - guitare
- Michael MacNeil - claviers
- Derek Forbes - basse
- Brian McGee - batterie

## Classements hebdomadaires
| Classement (1981-1982)         | Meilleure position |
| ------------------------------ | ------------------ |
| Australie (Kent Music Report)  | 17                 |
| Canada (RPM Top Singles)       | 38                 |
| Royaume-Uni (UK Singles Chart) | 47                 |
| Suède (Sverigetopplistan)      | 16                 |

| Classement (1992)              | Meilleure position |
| ------------------------------ | ------------------ |
| Irlande (IRMA)                 | 24                 |
| Pays-Bas (Single Top 100)      | 50                 |
| Royaume-Uni (UK Singles Chart) | 6                  |